# Aéroport de Río Hato
L'aéroport international Scarlett Martinez de Río Hato (code IATA : RIH • code OACI : MPSM), se trouve dans la province de Coclé, au Panama.

## Projet d'aéroport International
En 2011, le gouvernement du Panama a donné l'ordre de procéder à un projet de reconstruction de l'aéroport. Le travail de restauration comprenait la réhabilitation de la piste et du terminal de l'aéroport et de la construction d'un tunnel sur la Route panaméricaine, qui a déjà traversé la piste. Le projet de 53,2 millions $US a été récompensé par le biais d'un appel d'offres public. Le projet sera supervisé par le Ministère des Travaux Publics (MOP) et l'Autorité de l'Aviation Civile (CAA) et devrait durer 14 mois. Le président Ricardo Martinelli, a déclaré le nouveau Scarlett Martínez Aéroport à Río Hato apportera des avantages et des possibilités pour les résidents de la région. Il servira à stimuler le tourisme le long des plages de l'océan Pacifique du Panama, où plusieurs stations balnéaires se trouvent. Le président Martinelli a confirmé que l'aéroport sera utilisé par la charte des entreprises aux États-unis, au Canada et en Europe. 
L'aéroport a été officiellement inauguré par le Président Martinelli le 13 novembre 2013.

## Situation
| Ustupu Achutupo Balboa Bocas · del Toro Changuinola Colón Contadora Corazón de Jesús David El Porvenir El Real Garachiné Jaqué Mulatupo Albrook Tocumen Pedasí Playón Chico Puerto Obaldia Sambú Puerto Piña Río Hato Las · Perlas Isla · del Rey |

## Opération Juste Cause
Au cours de l'Opération Juste Cause, l'armée des États-unis a décollé de Lawson Air Force Base, à Fort Benning, en Géorgie le 19 décembre 1989. Sa mission était de s'emparer de Río Hato et de neutraliser les 6e et 7e PDF Infanterie Cos. Le lendemain matin, les Rangers avaient accompli toutes les missions, capturé 250 prisonniers, et défriché le terrain pour de futures opérations.

## Compagnies aériennes et destinations
| Compagnies            | Destinations                                                                                      |
| --------------------- | ------------------------------------------------------------------------------------------------- |
| Arrendamientos Aereos | Charter : Panama-Albrook                                                                          |
| Air Panama            | Charter : Panama-Albrook                                                                          |
| Air Transat           | Montréal (P.-E.-Trudeau), Toronto (Pearson)                                                       |
| Sunwing Airlines      | Toronto (Pearson) En saison : Saguenay-Bagotville, Montréal (P.-E.-Trudeau), Québec (Jean-Lesage) |

Édité le 05/10/2019